# آزناشوو
آزناشوو (انگلیسی: Aznashevo) یک شهرک در شهرستان اوچالینسکی استان باشقیرستان کشور روسیه است.